# Hägerstens brandstation

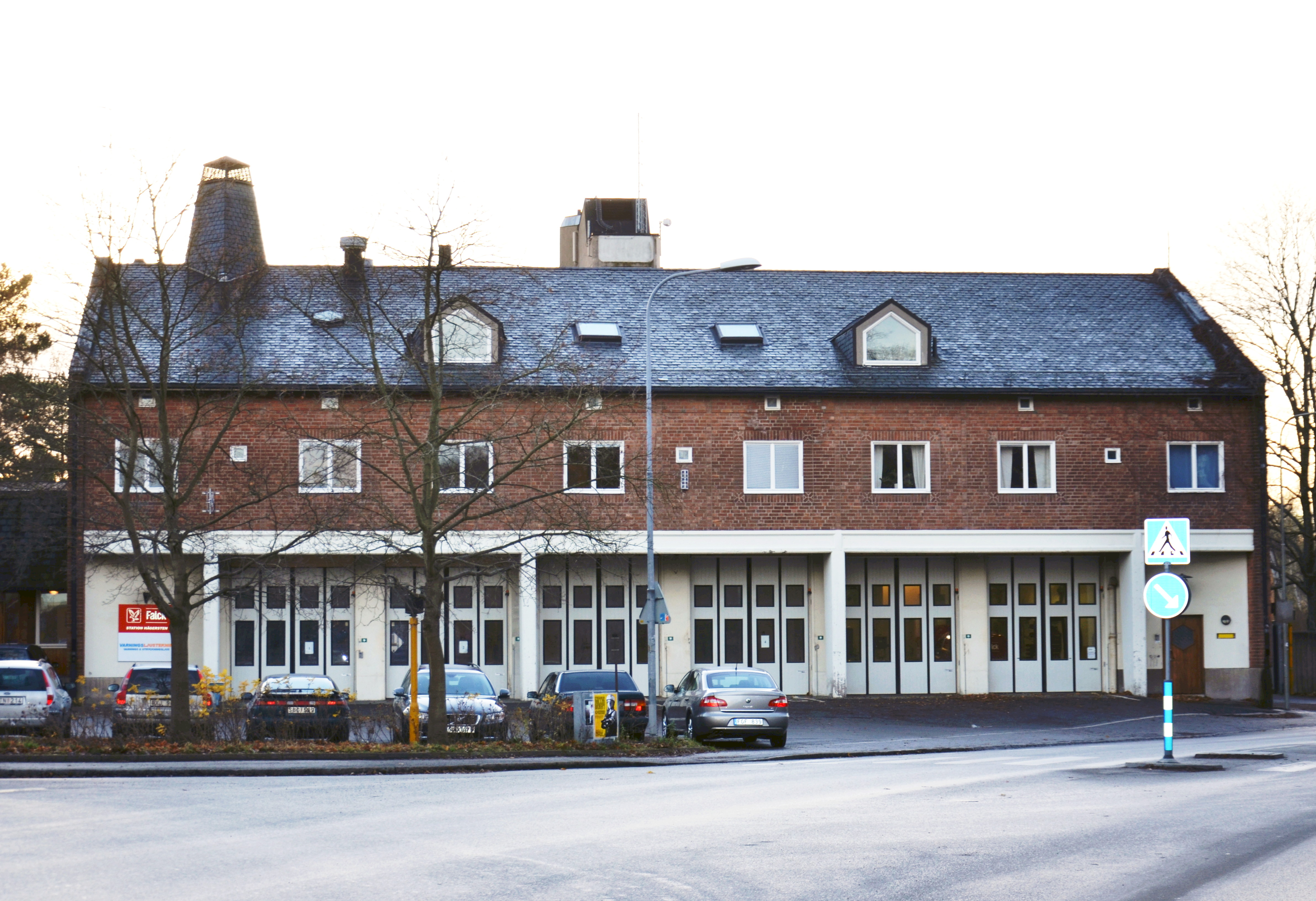
Gamla Hägerstens brandstation, 2012.

Hägerstens brandstation är en tidigare brandstation, som ligger på Bäckvägen 1 i Midsommarkransen i södra Stockholm. Anläggningen invigdes 1945, lades ner 2010.

## Beskrivning

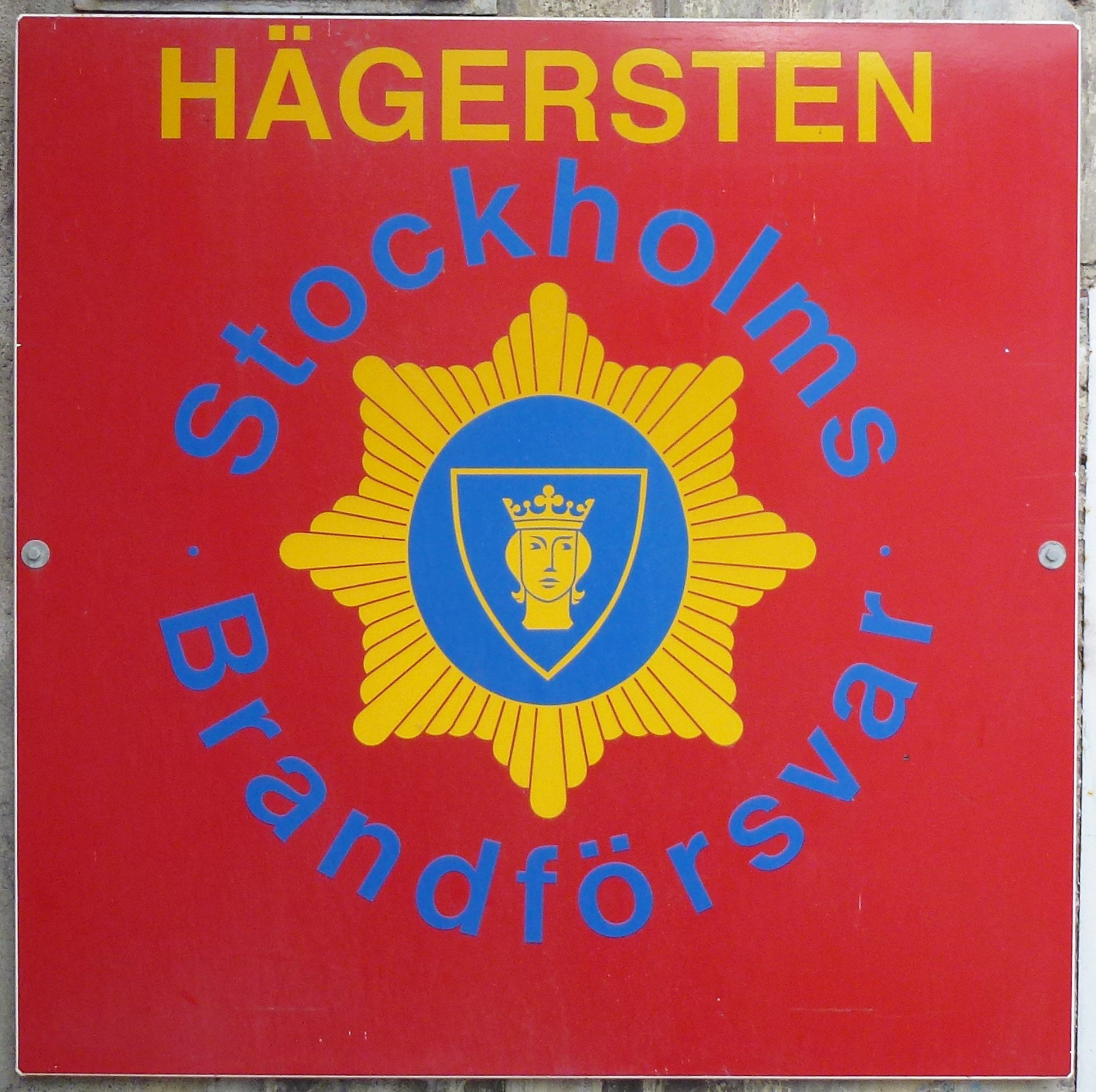
Tidigare stationsskylt

Anläggningen uppfördes 1943–1945 som en del i den nya LM-staden och består av fyra byggnadskroppar: brandstationen, personal- och administrationsbyggnader och en gymnastikhall. Gunnar Lené ritade anläggningen för byggherren Stockholms stads gatunämnd. Byggnaden uppfördes på entreprenad av byggmästare Eric Rissel.
Samtidigt med brandstationen anlades Nässlan, som var en skyddad civil ledningscentral i krigsfall (så kallad "Framskjuten enhet") med skydd för några av brandkårens insatsfordon. Ingången till bergrummet finns vid Bäckvägen, mittemot brandstationen. Ledningsfunktionen lades ner i slutet på 1990-talet.
År 2010 flyttade Stockholms brandförsvar slutligen ut ur den gamla brandstationen och den var därefter rivningshotad. I ett planförslag för området från hösten 2012 föreslogs huvudbyggnaden bevaras, medan resterande del av omgivande område bebyggs med bostadshus. År 2017 beslöt Stockholms kommunfullmäktige att brandstationen, med en utbyggnad, ska bli en grundskola för omkring 1.000 elever. Den tidigare vagnhallen ska användas som aula. Den nya skolbyggnaden ska bli fem våningar hög. Inflyttning planeras till 2020.
[uppföljning saknas]

## Grönklassning
Byggnaden har av Stockholms stadsmuseum grönklassats vilket betyder att den är särskilt värdefull från historisk, kulturhistorisk, miljömässig eller konstnärlig synpunkt. Som motivering angavs att "byggnaden, uppförd i rött tegel med skiffertak, har en detaljrik utformning och har i huvudsak bevarat sin ursprungliga gestaltning. Brandstationen utgör ett dokument över en viktig samhällsfunktion med stora samhällshistoriska värden."

## Bilder

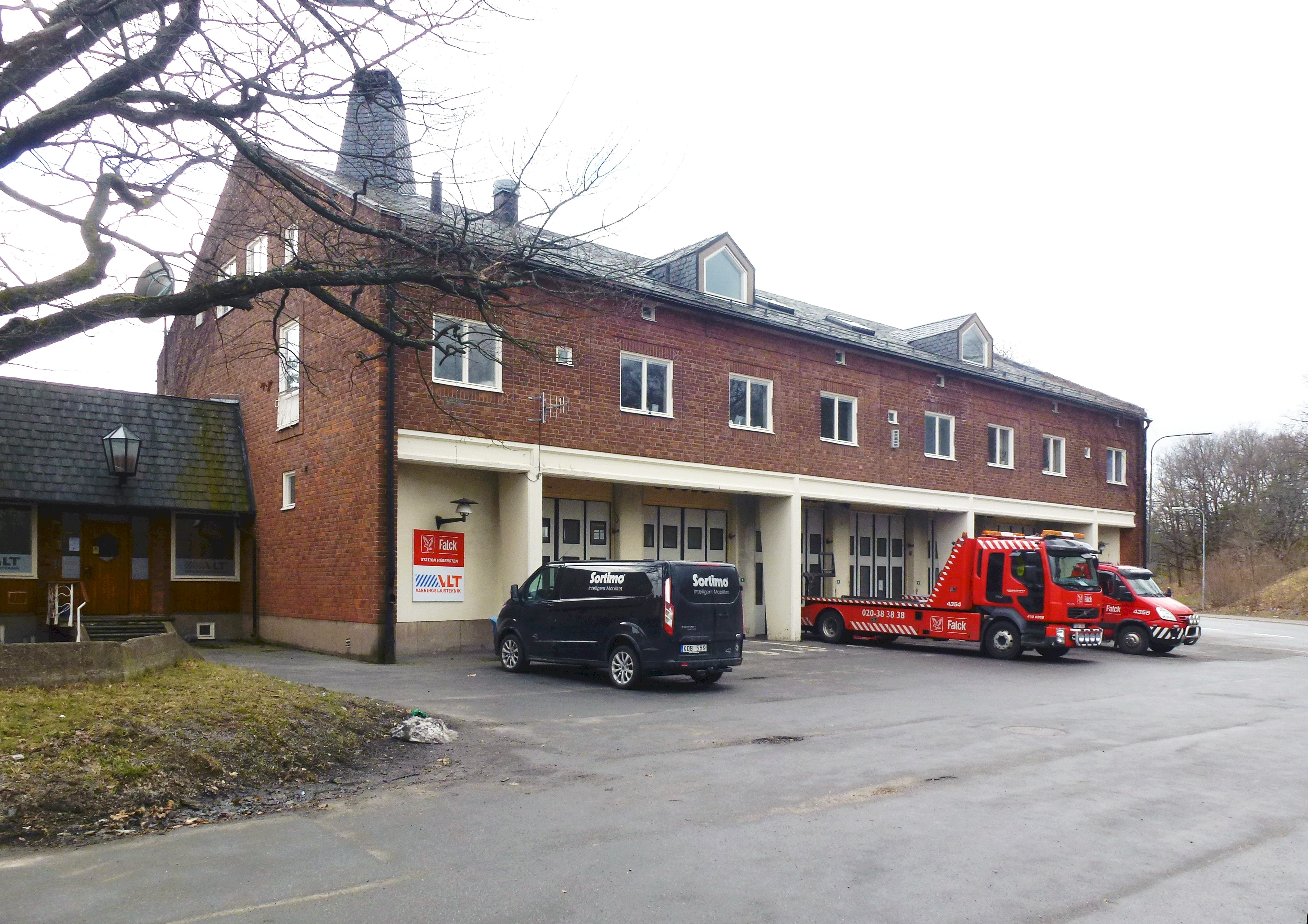
Hägerstens brandstation, 2014
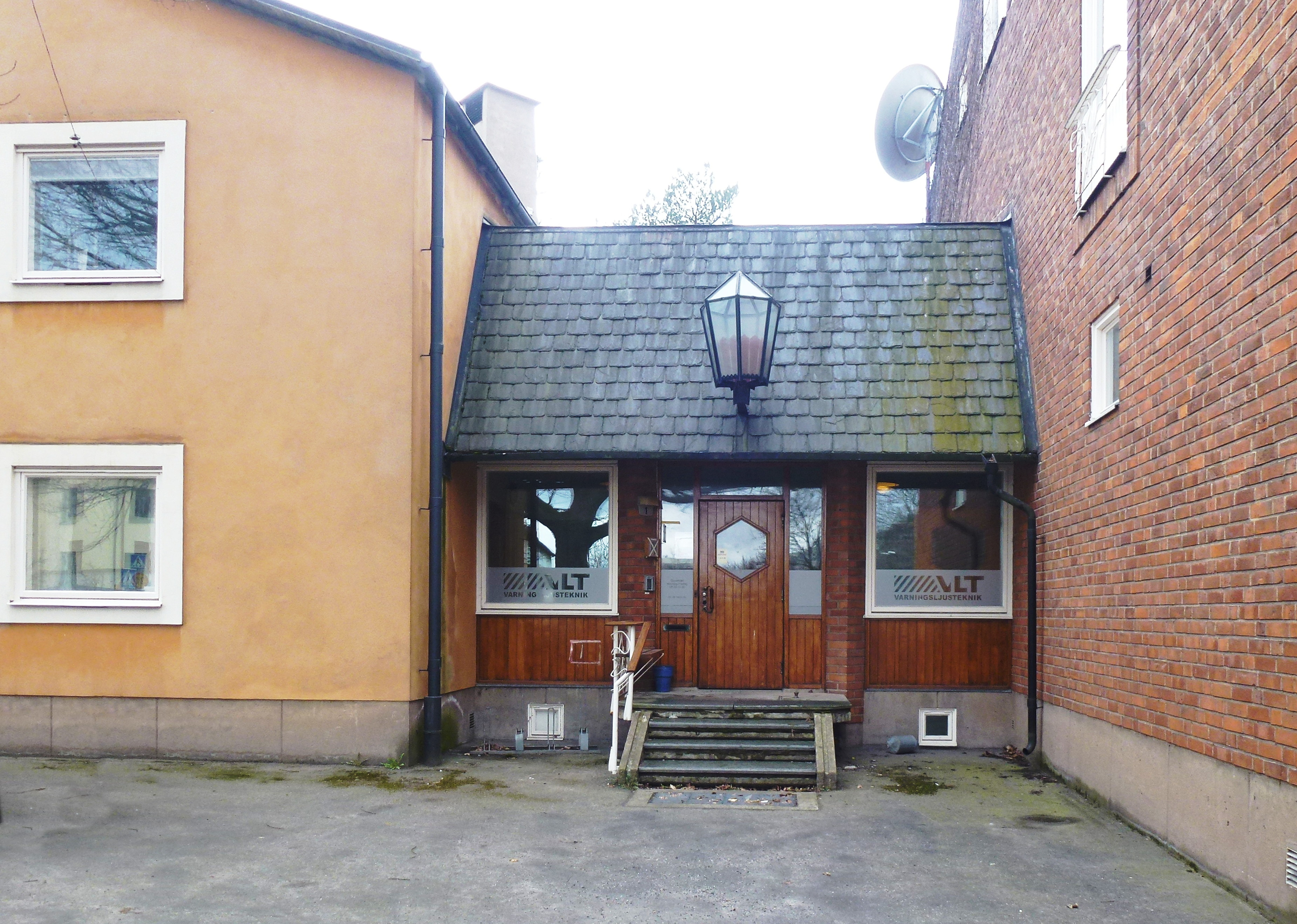
Förbindelsebyggnaden
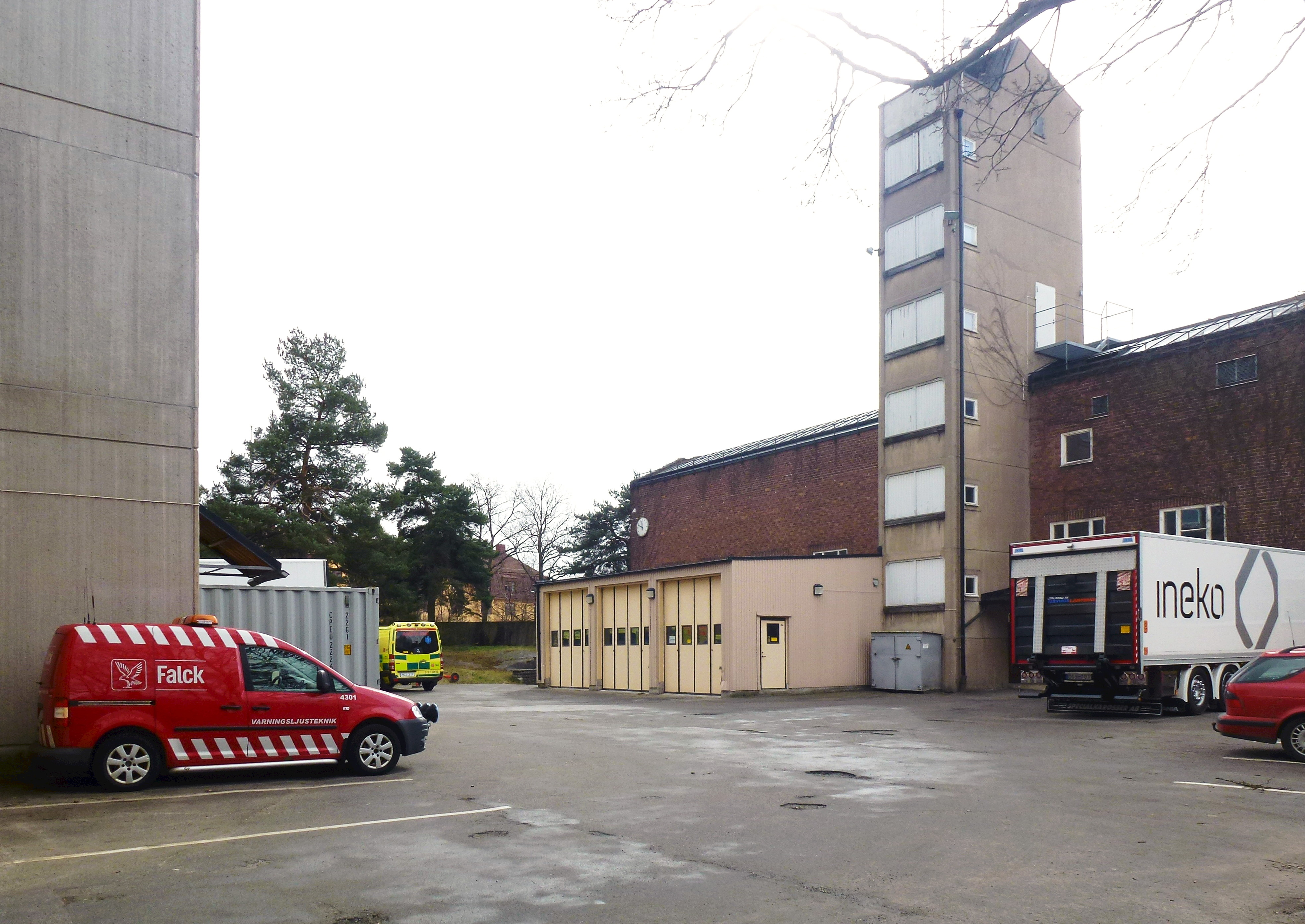
Gården med slangtorn
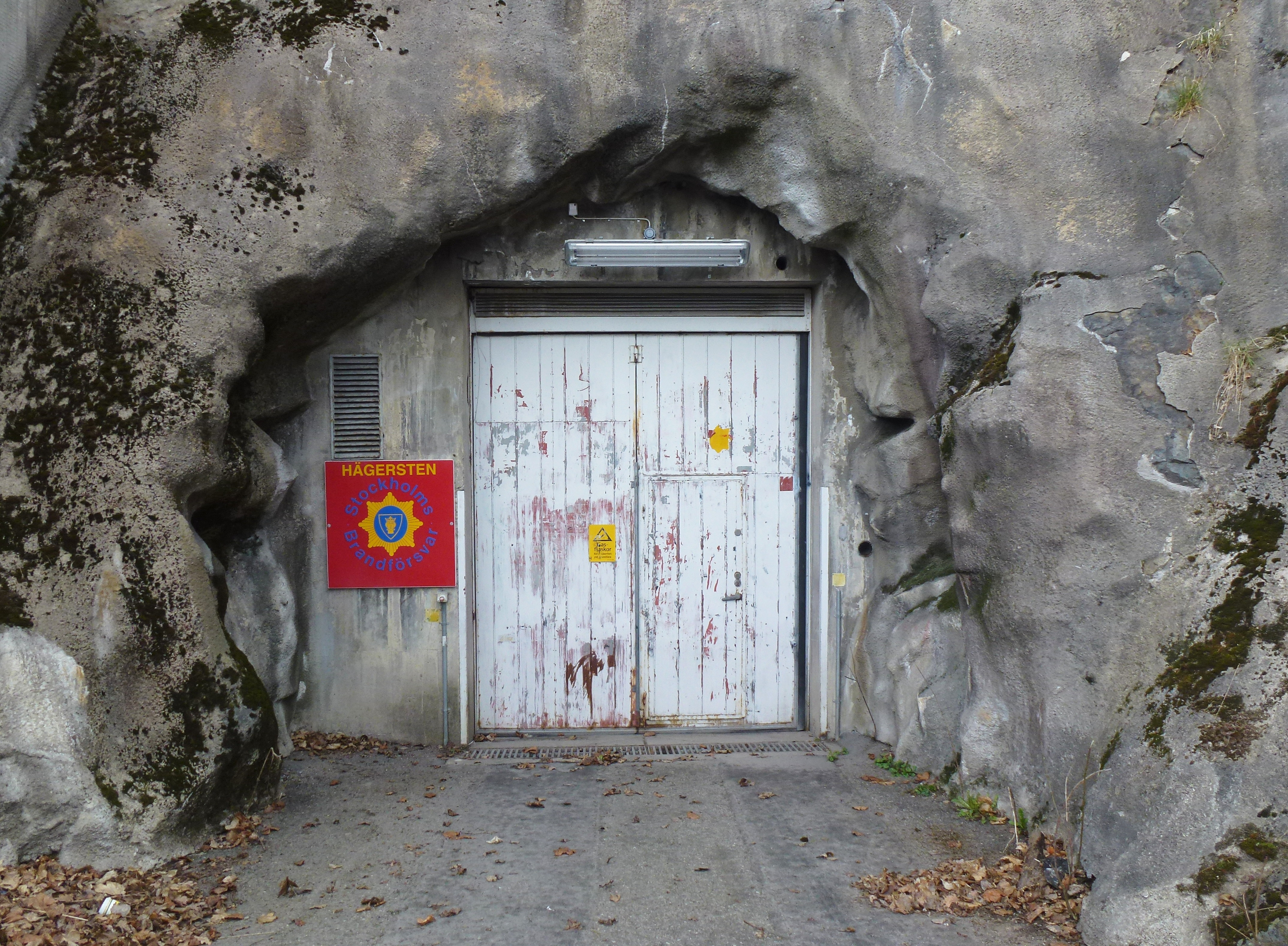
Ingång till Nässlan